# Фонтанеліче
Фонтанеліче (італ. Fontanelice) — муніципалітет в Італії, у регіоні Емілія-Романья, метрополійне місто Болонья.
Фонтанеліче розташоване на відстані близько 280 км на північ від Рима, 31 км на південний схід від Болоньї.
Населення — 1984 особи (2014).

## Демографія
Населення за роками:

Станом на 1 січня 2023 року в муніципалітеті офіційно проживало 207 іноземців з 21 країни, серед них 39 громадян країн Євросоюзу та 24 громадяни України.

## Сусідні муніципалітети
- Борго-Тоссіньяно
- Казальфьюманезе
- Казола-Вальсеніо
- Кастель-дель-Ріо